# 제5회 서울국제영화제
제5회 서울국제영화제의 시상식에 관한 내용이다. 2004년에 열렸다.

## 수상 및 후보

### 세네프대상
- 7일 낮 7일 밤 - 호엘 카노 수상
- 풀 리 - 존 찬 유풍 수상

### 세네프대상온라인
- 승리할 때까지 - 쟝-가브리엘 뻬리오 수상
- 뗏목 - 얀 튀링 수상

### 디지털익스프레스특별상온라인
- 모멘텀 - 마르틴인 벨드호엔 수상

### 세네피언에이스
- 봄날의 비행 - 최성우 수상

### 세네프비젼
- 영의 지점 - 정병목 수상

### 심사위원특별상
- 반액요금 - 이질드 르 베스코 수상